# Barnston (Essex)
Barnston – wieś w Anglii, w hrabstwie Essex, w dystrykcie Uttlesford. Leży 15 km na północny zachód od miasta Chelmsford i 53 km na północny wschód od Londynu. W 2001 miejscowość liczyła 850 mieszkańców.